# Gorka Kijera
Gorka Kijera Salaberria (Hernani, 26 maggio 1986) è un ex calciatore spagnolo, di ruolo difensore.

## Caratteristiche tecniche
È un terzino sinistro.

## Palmarès

### Club

#### Competizioni nazionali
- Segunda División (Spagna): 1

Eibar: 2013-2014
- Copa Federación de España: 1

Mirandés: 2018-2019